# Сверчевский, Кароль
Ка́роль Сверче́вский (в русских источниках также — Ка́рл Ка́рлович Сверче́вский; пол. Karol Świerczewski; (10 [22] февраля 1897, Варшава — 28 марта 1947, под Яблонками вблизи Балигруда) — советский и польский государственный и военный деятель, генерал-полковник Красной армии (1945), генерал брони Войска Польского (1 мая 1945), доктор военных наук.

## Биография
Родился в Варшаве в семье линотиписта-литейщика Ка́роля-Ва́цлава Сверчевского, рабочего. Учился в начальной школе, в которой окончил два класса. В 1915 году работал на фабрике Герляха учеником токаря. Во время Первой мировой войны в сентябре 1915 года эвакуировался сначала в Казань, а после переехал в Москву. Был членом партии Социал-демократия Королевства Польского и Литвы. По некоторым данным, в 1916 году призван в Русскую императорскую армию и отправлен на фронт, в 1917 году он вернулся в Москву с фронта.
Участник Октябрьской революции 1917 года. Будучи бойцом отряда Красной гвардии завода «Проводник» Лефортовского района в Москве, участвовал в Октябрьском вооружённом восстании в Москве. Затем с отрядом Красной Гвардии был отправлен на Украину и участвовал в боях против войск Украинской Центральной рады. В феврале-марте 1918 года с отрядом воевал против германских интервентов в Белоруссии.
В апреле 1918 года вступил в Красную армию. Участник Гражданской войны в России. Сначала служил инструктором караульного батальона Благуше-Лефортовского района Москвы. С сентября 1918 года сражался в составе 21-го сводного Московского советского полка (позднее преобразован в 123-й стрелковый полк) 14-й стрелковой дивизии на Южном фронте: красноармеец, командир взвода, инструктор для поручений при командире батальона, командир роты, командир батальона. Воевал против казачьих войск генерала П. Н. Краснова и Добровольческой армии генерала А. И. Деникина. С мая 1920 года — командир батальона 510-го стрелкового полка 57-й стрелковой дивизии, с которым участвовал в советско-польской войне, освобождал от поляков Речицу, Калинковичи и Мозырь, в одном из боёв в июле был ранен. После выхода из госпиталя в октябре 1920 года был назначен командиром батальона 49-го запасного стрелкового полка (г. Красноборск). С февраля (по другим данным с марта) 1921 года служил преподавателем по владению оружием на Московских курсах красных коммунаров. С мая по июнь 1921 года, будучи командиром батальона этих курсов, участвовал в подавлении Тамбовского восстания.
В январе 1922 года был уволен из РККА, в июле того же года восстановлен и направлен командиром взвода, а затем командиром команды конных разведчиков в 56-й стрелковый полк 19-й стрелковой дивизии Московского военного округа (Тамбов). С июля 1922 года — командир взвода отдельного кавалерийского эскадрона 14-й стрелковой дивизии. В августе 1924 года был направлен на учёбу.
В 1927 году Сверчевский окончил Основной факультет Военной академии РККА имени М. В. Фрунзе. С июля 1927 года — начальник штаба 7-го кавалерийского Черниговского Червонного казачества полка 2-й кавалерийской дивизии, с января 1928 года — помощник начальника 7-го (разведывательного) отдела штаба Белорусского военного округа.
В октябре 1929 года К. Сверчевский был переведён на службу в Разведывательное управление Штаба РККА, где служил начальником сектора в одном из управлений. С апреля 1931 по 1934 годы К. Сверчевский руководил секретной военно-политической школой при Исполкоме Коминтерна, где иностранных коммунистов обучали военному делу.
С июля 1936 по май 1938 года участвовал в гражданской войне в Испании под именем генерал Карл Вальтер. Там он командовал 14-й интернациональной бригадой, а затем 35-й интернациональной дивизией. Для проведения отдельных операций назначался также командиром сводных корпусов и оперативных групп. Принимал участие в обороне Мадрида.
После возвращения из Испании состоял в распоряжении Управления по начсоставу РККА. В июне 1939 года был назначен преподавателем кафедры общей тактики Военной академии РККА имени М. В. Фрунзе, с января 1941 года служил начальником курсов Особой группы этой академии.
После начала Великой Отечественной войны генерал-майор К. Сверчевский по личной просьбе был направлен на фронт и 28 июня 1941 года назначен на должность командира 248-й стрелковой дивизии, формирующейся в Московском военном округе. В июле дивизия вошла в состав 24-й армии Фронта резервных армий (затем Резервный фронт), участвовал в Смоленском оборонительном сражении. В начале битвы за Москву дивизия (тогда входила в 32-ю армию Западного фронта) попала в Вяземский котёл, в боях в окружении был тяжело ранен. Однако красноармейцы на руках вынесли своего командира из окружения, и в начале ноября он был помещён в госпиталь. После лечения в госпитале, 27 декабря 1941 года назначен командиром 43-й запасной стрелковой бригады Сибирского военного округа. С февраля 1942 года — начальник Асиновского военно-пехотного училища Сибирского ВО, созданного под городом Томском. С февраля 1943 года — начальник Киевского пехотного училища в Ачинске Красноярского края. С июня 1943 года — начальник филиала Высших стрелково-тактических КУКС «Выстрел» в Новосибирске (июнь — август 1943).

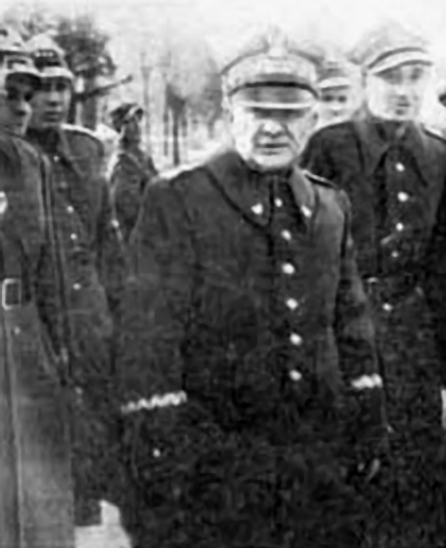
К. Сверчевский (в центре) во время последней инспекторской поездки перед гибелью (27—28 марта 1947)

В августе 1943 года генерал Сверчевский был срочно вызван в Москву, где ему было поручено стать одним из организаторов Народного Войска Польского на территории СССР. Он был назначен заместителем командира 1-го польского корпуса (командовал корпусом генерал Зыгмунт Берлинг). Корпус формировался на территории Московского военного округа. С апреля 1944 года — заместитель командующего 1-й армией Войска Польского. Вместе с армией прибыл на фронт в июне 1944 года, а с июля участвовал в Люблин-Брестской наступательной операции (тогда же части армии вступили на территорию Польши) и в борьбе за Магнушевский плацдарм.
В августе 1944 года началось формирование 2-й армии Войска Польского, и генерал-лейтенанта Сверчевского назначили её командующим 3 октября 1944 года было принято решение о формировании 3-й армии Войска Польского, которую должен был сформировать и возглавить К. Сверчевский, но вскоре это решение было отменено и 19 декабря 1944 года Сверчевский вновь принял дела командующего 2-й армией Войска Польского. Кроме выполнения военных функций, в августе 1944 года К. Сверчевский был избран членом ЦК Польской рабочей партии и депутатом Крайовой Рады Народовой.
2-я армия Войска Польского прибыла в действующую армию и вошла в состав 1-го Украинского фронта в марте 1945 года, где заняла оборону на участке Бреславль — Лешно — Кротошин. Затем она участвовала в Берлинской операции и в Пражской операции.
На банкете в честь Парада Победы Сталин поднял в честь Сверчевского тост: «За лучшего русского генерала в польской армии!..».
После окончания войны генерал-полковник Сверчевский командовал 2-й польской армией до 4 августа 1945 года, затем занимал другие ответственные посты. С февраля 1946 года — заместитель министра национальной обороны Польши, с января 1947 года — депутат Законодательного сейма. Выполнял ряд дипломатических миссий, в частности на переговорах с международной Контрольной комиссией относительно репатриации поляков из Германии и западных стран, а также в США, Канаде и странах Латинской Америки.
В 1947 году, будучи заместителем министра обороны, командовал операцией, направленной против Украинской повстанческой армии (УПА), во время которой 28 марта попал в засаду и был убит членами УПА под командованием Степана «Хрена» Стебельского и «Стаха».
Смерть Сверчевского стала поводом для проведения большой войсковой операции против боевиков УПА (Операция «Висла»), в ходе которой были уничтожены 1837 членов УПА и 2444 арестованы, а также депортации непольского населения с мест постоянного проживания на северные и западные земли Польши.
Из-за того, что он был советским агентом, все памятники этому генералу в Польше были снесены после обретения Польшей полной независимости и распада Советского Союза.

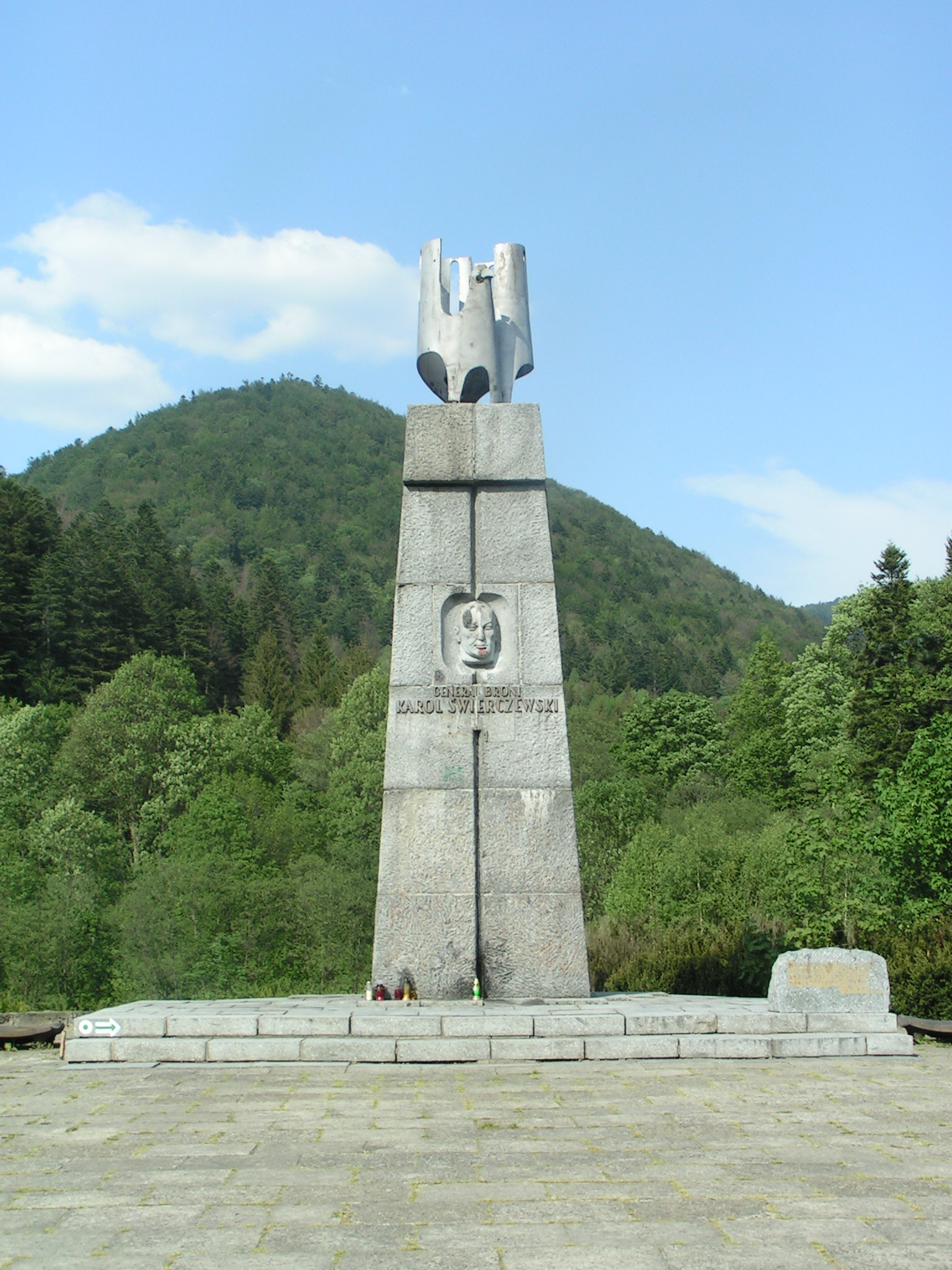
Памятник К. Сверчевскому в Яблонках

## Награды
польские
- Орден «Строитель Народной Польши» (22.07.1949, посмертно)
- Ордена «За воинскую доблесть» I (31.03.1947, посмертно) и II (11.03.1945) степеней
- Орден «Крест Грюнвальда» I степени (5.05.1945)
- Золотой Крест Заслуги
- Медаль «За Варшаву 1939—1945» (8.05.1946)
- Медаль «За Одру, Нису и Балтику» (8.05.1946)
- Медаль «Победы и Свободы» (8.05.1946)
- Крест Силезского восстания (1946)
- Медаль «За вашу и нашу Свободу» (1956, посмертно)

советские:
- Два ордена Ленина (26.06.1937[19], 21.02.1945[20])
- Три ордена Красного Знамени (23.02.1928[19], 07.03.1938[19], 03.11.1944 [20])
- Орден Суворова 1-й степени (27.06.1945)[21]
- Медаль «За взятие Берлина» (1945)
- Медаль «За освобождение Варшавы» (1945)
- другие медали СССР

испанские:
- Орден Освобождения Испании (посмертно)[22]
- Мадридский знак (Placa Laureada de Madrid)

чехословацкие:
- Орден Белого Льва «За Победу» 2-й степени (1946)
- Военный орден «За Свободу» (11.03.1947)

югославские
- Орден Партизанской Звезды (17.03.1946)
- Орден «За храбрость» (17.03.1946)

## Память
- В Польше было установлено несколько памятников и мемориальных досок генералу Сверчевскому, уничтоженных после 1989 года.
- Памятник К. Сверчевскому был установлен в Чехословакии в городе Мельник в 1960 году (судьба его не известна).
- В Германской Демократической республике до 1990 года имя генерала Сверчевского носил учебный военный центр Национальной Народной армии ГДР (упразднён).
- Именем генерала Сверчевского в Польской Народной Республике назывался проспект в Варшаве, завод, академия Генерального штаба ПНР, улицы и площади многих городов. После 1989 года  все они были переименованы или имя К. Сверчевского исключено из их наименований.
- В 1967 году в Польше выпущена памятная монета 10 злотых в память 20-летия со дня гибели К. Сверчевского.
- В 1952, 1962, 1963 и 1987 годах в Польше были изданы почтовые марки с портретом К. Сверчевского.
- В 1953 году в Польше о генерале Сверчевском был снят художественный фильм «Солдат Победы». В роли Сверчевского — Юзеф Вышомирский. Сверчевский в детстве — Кароль Варгин
- Изображение Сверчевского присутствовало на купюре 50 злотых Польской Народной Республики серии 1974 года.